# João Soares de Almeida Neto
João Soares de Almeida Neto, més conegut com a Joãozinho, és un futbolista brasiler, que ocupa la posició de davanter. Va néixer a Belo Horizonte el 31 de gener de 1980. Ha estat internacional amb les categories inferiors del Brasil.
Va començar la seua carrera professional al Cruzeiro, que el cedeix a diversos clubs, entre ells al Recreativo de Huelva de la primera divisió espanyol. La resta de la seua carrera s'ha desenvolupat sobretot per conjunts del seu país, com el Brasiliense o el Fluminense, encara que també ha recalat a Mèxic i Bulgària.

## Títols
- Copa Sul-Minas: 2002
- Campeonato Mineiro: 2002
- Campeonato Brasiliense: 2006
- Campeonato Baiano: 2007